# Chiesa di Santa Maria delle Grazie (Anghiari)
La chiesa di Santa Maria delle Grazie (nota come la Propositura) è un edificio sacro che si trova in via della Propositura ad Anghiari.

## Storia e descrizione
È una delle più recenti costruzioni del centro storico (1628-1740), progettata da Giovanni Battista Bellini, venne costruita in stile neoclassico con influenze tardo barocche. La chiesa è sede parrocchiale dalla fine del XVIII secolo.
L'impianto della chiesa è a navata unica con volta a botte e altari laterali a edicola. L'alzato si distingue per un notevole sviluppo verticale che risalta nella struttura urbanistica della città. 
All'interno sono conservati importanti dipinti del Cinquecento fiorentino: due tavole di Giovanni Antonio Sogliani raffiguranti l'Ultima Cena (1531) e la Lavanda dei piedi, la Deposizione dalla Croce di Domenico Ubaldini detto il Puligo. Vi è anche una Presentazione al Tempio attribuita a Francesco Cungi.
Dietro l'altare maggiore, la Madonna della Misericordia, grande terracotta invetriata policroma di Andrea della Robbia.

### Organo a canne
Dietro all'altare si trova un organo a canne della ditta Tamburini di Crema costruito nel 1963. Lo strumento, opus 473, interamente a trasmissione elettro-pneumatica, presenta le sue canne all'interno di un'unica "cassa", contenente anche quella espressiva. La consolle è alla sinistra dell'altare, dotata di due manuali e 18 registri.

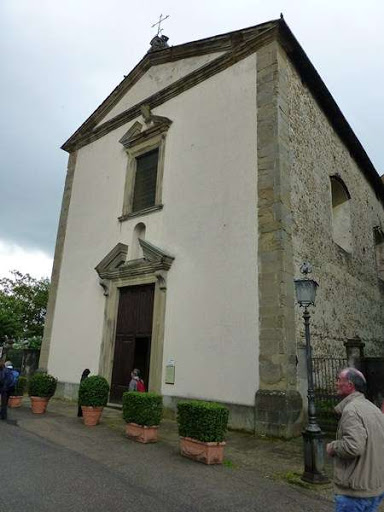
Facciata
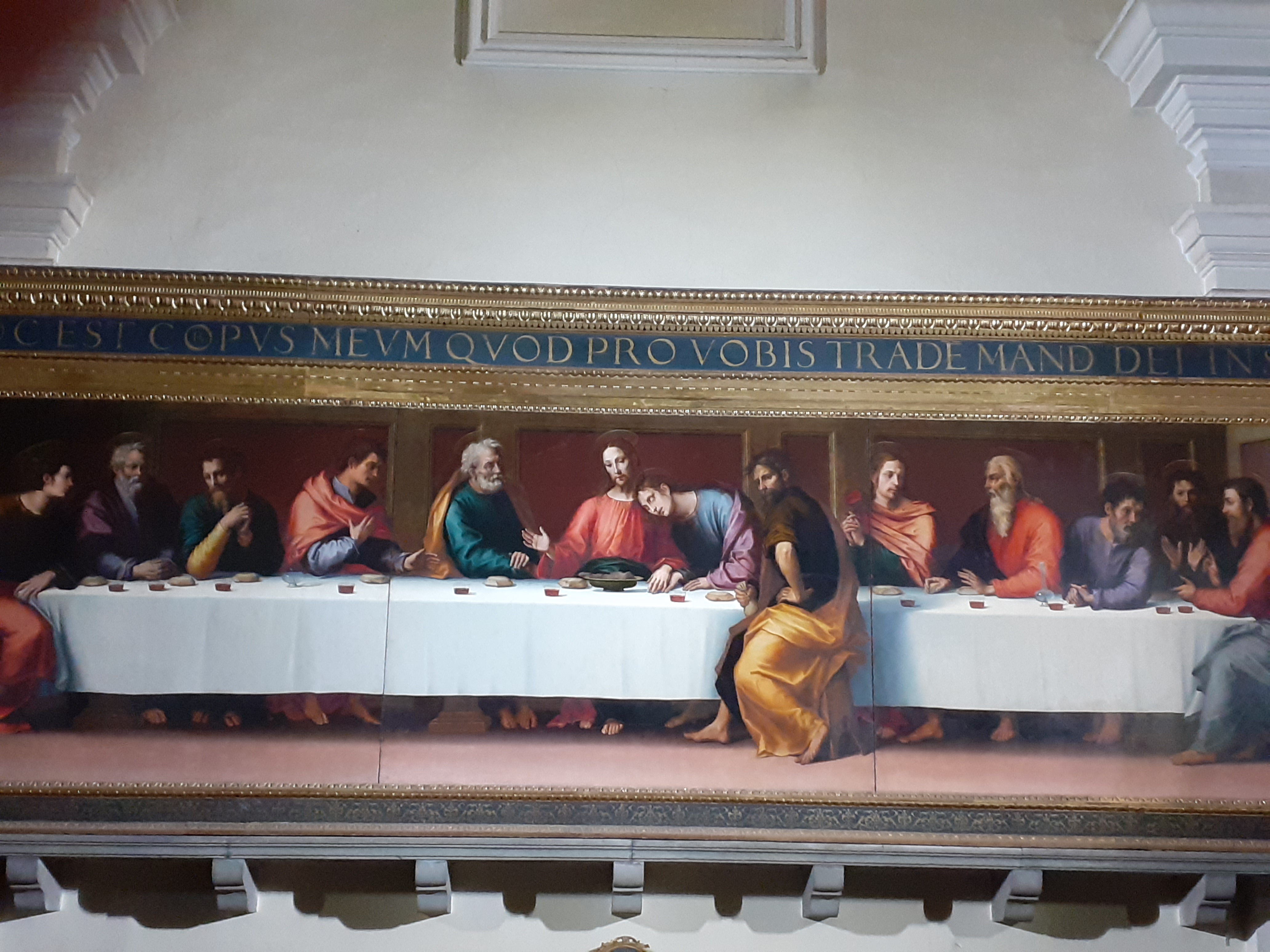
Giovanni Antonio Sogliani, Ultima Cena, transetto sinistro
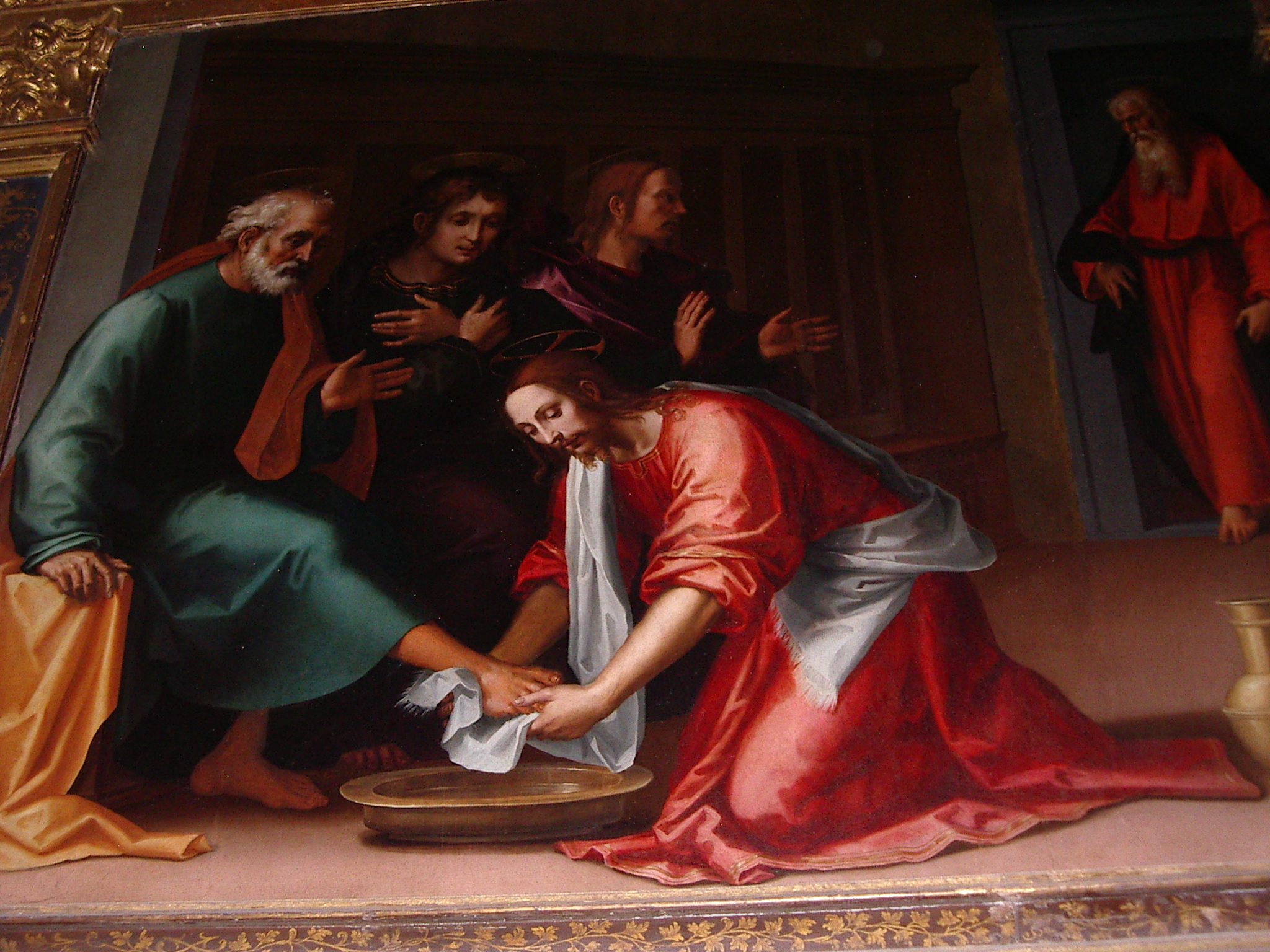
Giovanni Antonio Sogliani, Lavanda dei piedi